# Paulo Ramos
Paulo Ramos est une municipalité brésilienne située dans l'État du Maranhão.